# Ионно-молекулярное наслаивание
Ионно-молекулярное наслаивание — один из методов послойного синтеза на поверхности подложки нанослоев с использованием в качестве реагентов ионов (катионов или анионов) из растворов и молекул летучих веществ из газовой фазы. Метод предложен проф. В. П. Толстым и экспериментально обоснован в его работах с сотрудниками в лаборатории Санкт-Петербургского государственного университета. В англо-язычной литературе метод получил название Ionic Layer Gas Reaction (ILGAR) и находит применение для создания солнечных элементов, электродов химических источников тока и др.